# Montán
Montán (valencianisch: Montant) ist eine Gemeinde (Municipio) mit 421 Einwohnern (Stand: 2024) in der Provinz Castellón in der spanischen autonomomen Region Valencia. 

## Geographie
Montán liegt etwa 51 Kilometer westnordwestlich der Provinzhauptstadt Castellón de la Plana und etwa 68 Kilometer nordnordöstlich von Valencia im Bezirk Alto Mijares in einer Höhe von ca. 580 m. 

## Sehenswürdigkeiten
- Burgruine von Montán
- Konvent

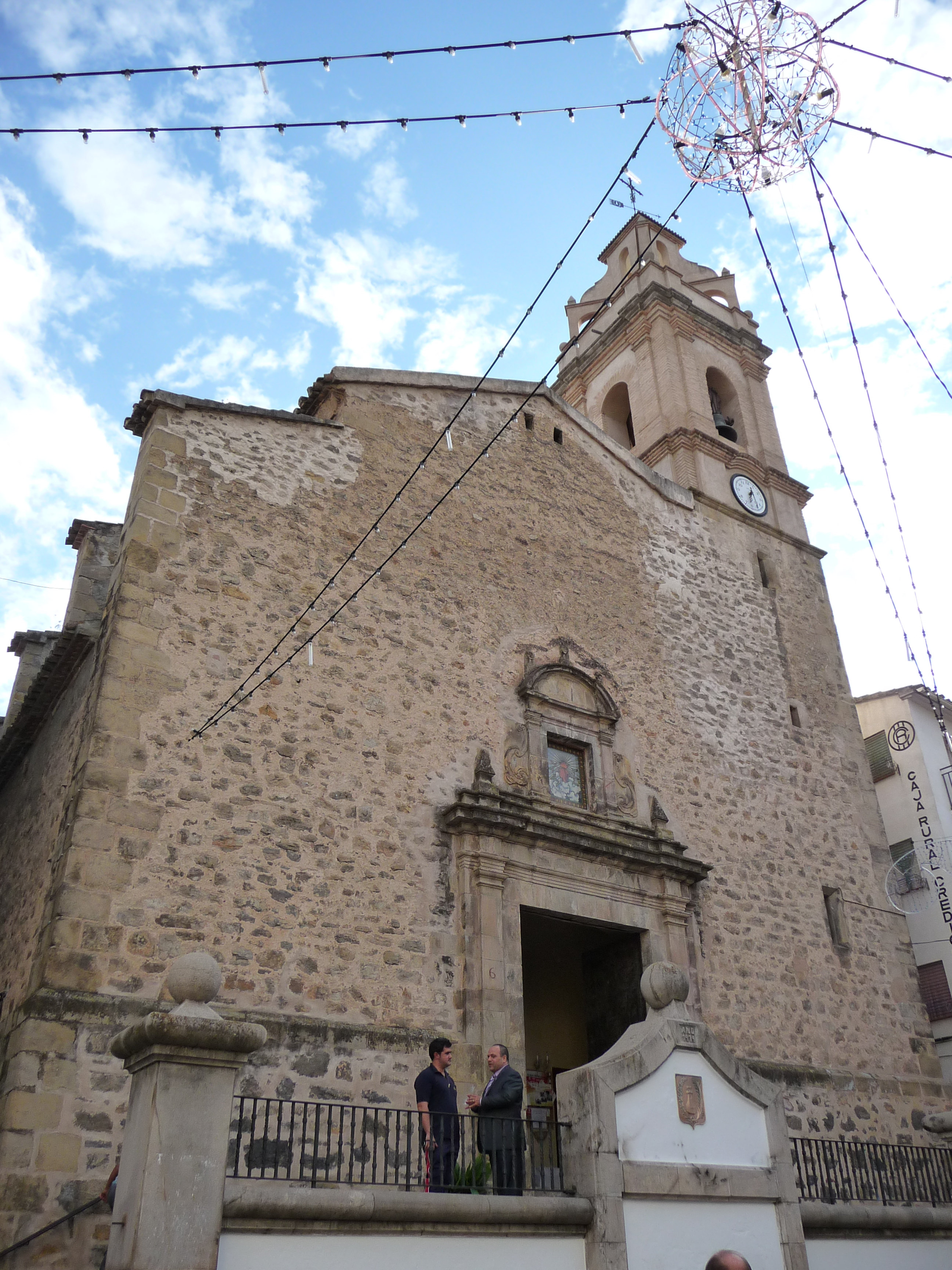
Bernhardskirche
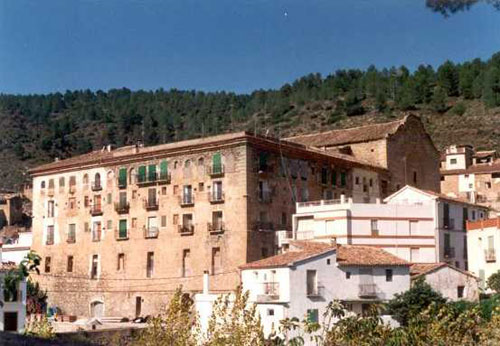
Konvent

- Barbarakapelle
- Rathaus

- Bernhardskirche
- Konvent